# Pantherodes colubraria
Pantherodes colubraria är en fjärilsart som beskrevs av Achille Guenée 1858.
Pantherodes colubraria ingår i släktet Pantherodes och familjen mätare. Inga underarter finns listade i Catalogue of Life.